# Alaincourt-la-Côte
Alaincourt-la-Côte är en kommun i departementet Moselle i regionen Grand Est (tidigare regionen Lorraine) i nordöstra Frankrike. Kommunen ligger i kantonen Delme som tillhör arrondissementet Château-Salins. År 2022 hade Alaincourt-la-Côte 168 invånare.

## Befolkningsutveckling
Antalet invånare i kommunen Alaincourt-la-Côte
| Referens: INSEE |